# Svatava (település)
Svatava település Csehországban, a Sokolovi járásban. Svatava Lomnice, Habartov, Citice, Josefov, Sokolov és Královské Poříčí településekkel határos. Lakosainak száma 1659 fő (2024. január 1.).

## Népesség
A település lakosságának változását az alábbi diagram mutatja:
| Lakosok száma | 1038 | 2503 | 5528 | 3793 | 1972 | 1577 | 1651 | 1663 | 1617 | 1659 |
|               | 1869 | 1890 | 1921 | 1950 | 1980 | 2001 | 2017 | 2019 | 2022 | 2024 |